# 奧拉·杜禾倫
奧拉·杜禾倫（Ola Toivonen，1986年7月3日—），瑞典足球運動員，司職中場及前鋒，目前效力於瑞典足球超级联赛球會马模FF。

## 生涯
杜禾倫在代格福什體育會開始他的職業生涯，2005年協助球隊甲組聯賽護級成功。
他隨後被奧基迪收購。杜禾倫在奧基牽的唯一一个赛季结局并不佳，球队最后宣告降级。但杜禾倫在中场的表现受到了人们的认可。 2006年11月，他獲瑞典甲级联赛“年度最佳新人”獎。他很快簽署了一項協議，以超過110萬美元的转会费轉投马模。他成为了马模有史以来第二昂贵的球员（只有巴西球员艾方素·艾維斯的身价更高。球會在2004年為了買他付出了130萬美元，他也來自奧基迪）。
2007賽季杜禾倫帮助球队获得联赛第九，他本人打入3粒进球。 2008年賽季馬模排名升到了第六。這个赛季對他本人來說也是一次突破。因为在27場比賽，他射入14個入球，送出7次助攻，吸引到一些英超聯賽和荷甲球會垂青，尤其是韋斯咸和PSV燕豪芬。后者在2009年初跟他簽訂了合同。某些媒体称转会费為350万欧元，而根據其他來源转会费则为450万美元。他在2009年2月對禾寧丹的比赛中得到一張紅牌，因而被停賽兩場。
2014年1月20日，PSV燕豪芬宣布以250万欧元的转会费將杜禾倫卖给雷恩。

## 國際賽生涯
2007年8月21日，他為瑞典U21国家队首次上演帽子戲法（包括2個点球），協助球隊在友誼賽以4-3战胜威爾士U21国家队。
2007年1月14日，托伊沃宁首次為國家隊上陣，但球隊客場0-2不敵委內瑞拉。他作为U21國家隊成員，出席在本国舉辦的2009年歐洲U21足球錦標賽，在對陣意大利U21及塞爾維亞U21的小组赛中共取得了三個入球。淘汰赛阶段他在對英格蘭U21的比赛中射如一记任意球，并射入第二個進球，協助球隊從3-0落后追成3-3平。
2018年5月，托伊沃宁入选瑞典国家队参加2018年國際足協世界盃的23人名单。

## 連結
- （英文） Ola Toivonen Stats @ Guardian（页面存档备份，存于）
- （英文） Ola Toivonen Stats（页面存档备份，存于） @ Soccer Terminal（页面存档备份，存于）
- （瑞典文） Ola Toivonen Profile@ Svensk Fotboll（页面存档备份，存于）
- Ola Toivonen goal videos at PSV[永久]